# Yu Fengtong
Yu Fengtong (vereenvoudigd Chinees: 于凤桐; traditioneel Chinees: 於鳳桐; pinyin: Yú Fèngtóng; 15 december 1984) is een Chinees oud-schaatser. Hij is gespecialiseerd in de sprintafstanden 500 en 1000 meter.
Zijn grootste succes behaalde hij met bondscoach Sijtje van der Lende op de Wereldkampioenschappen schaatsen afstanden 2009, waar hij op de 500 meter de bronzen medaille veroverde. Hij werd hiermee eerste Chinese winnaar van een afstandsmedaille bij de mannen op twaalf edities WK afstanden.

## Records

### Persoonlijk records
| Afstand    | Tijd    | Datum           | Baan           |
| ---------- | ------- | --------------- | -------------- |
| 500 meter  | 34,37   | 6 maart 2009    | Salt Lake City |
| 1000 meter | 1.09,09 | 23 januari 2005 | Salt Lake City |
| 1500 meter | 1.55,71 | 9 december 2001 | Calgary        |
| 3000 meter | 4.29,40 | 2 maart 2002    | Collalbo       |

### Wereldrecords
| Nr.  | Afstand              | Tijd  | Datum            | Baan           |
| ---- | -------------------- | ----- | ---------------- | -------------- |
| jr1. | 500 meter (junioren) | 35,30 | 12 februari 2002 | Salt Lake City |

## Resultaten
| Jaar | WK Sprint | WK Afstanden       | Olympische Spelen  | Aziatische Spelen | WK Junioren |
| ---- | --------- | ------------------ | ------------------ | ----------------- | ----------- |
| 2002 | 31e       |                    | 34e 500m 40e 1000m |                   | NC33        |
| 2003 | DQ3       | 14e 500m 22e 1000m |                    |                   |             |
| 2004 | 14e       | 19e 500m 18e 1000m |                    |                   |             |
| 2005 | 13e       | 5e 500m 17e 1000m  |                    |                   |             |
| 2006 | 27e       |                    | 5e 500m 34e 1000m  |                   |             |
| 2007 |           | 11e 500m           |                    | 100m              |             |
| 2008 |           | 11e 500m 23e 1000m |                    |                   |             |
| 2009 | 11e       | 500m               |                    |                   |             |
| 2010 | 22e       |                    | 7e 500m            |                   |             |

DQ# = gediskwalificeerd op de # afstand
NC# = niet gekwalificeerd voor de laatste afstand, maar wel als # geklasseerd in de eindrangschikking

### Medaillespiegel
| Kampioenschap     | Goud | Zilver | Brons |
| ----------------- | ---- | ------ | ----- |
| WK Afstanden      | 0    | 0      | 1     |
| Aziatische Spelen | 1    | 0      | 0     |